# ライディーン鋼
ライディーン鋼（ライディーンはがね、1991年10月25日 - ）は、日本の女子プロレスラー。本名：松本 法子（まつもと のりこ）。福岡県嘉麻市出身。身長163cm、体重84kg。PURE-J所属。

## 所属
- JWP女子プロレス（2012年 - 2017年）
- PURE-J女子プロレス（2017年 - ）

## 来歴・戦歴
2012年
- 4月3日、JWP新人オーディション合格[2]。
- 6月28日、プロテスト合格[3]。
- 7月22日、道場マッチでモーリーとエキシビション[4]。
- 8月12日、東京キネマ倶楽部における「獅子の穴」プロデュース興行でLeonとエキシビション[5]。
- リングネームが「ライディーン鋼」に決まり、8月19日、後楽園ホール大会における川佐ナナ戦でデビューするが、ジャックナイフ式エビ固めで敗れる[6]。
- 9月30日、道場マッチにて初のタッグマッチとして川佐と組み、コマンド・ボリショイ&Leon組と対戦するが、川佐がフォールされる。
- 10月7日、東京キネマ倶楽部で初めての他団体選手として星ハム子（アイスリボン）とシングルを行うが、敗れる。
- 10月21日、博多スターレーンにて凱旋試合としてKAZUKIと対戦も、敗れる。
- 11月4日、板橋大会にてザ☆WANTED!?入りを希望し[7]、11日のキネマ大会でのオーディションで予備軍として加わっている。
- 12月17日、初の他団体参戦としてアイスリボン「AB型興行」のバトルロイヤルに出場し、最後の2人の残るも志田光に敗れる[8]

2013年
- 1月19日、OSAKA女子プロレス初参戦。メインで中島安里紗と組み、下野佐和子&花月組と対戦も、下野のダイビング・雷電ドロップを喰らい敗戦[9]。
- 2月6日、プロレスリングWAVE初参戦。下野とシングルもまたしてもダイビング・雷電ドロップで敗戦。
- 2月11日、アイスリボン横浜ラジアントホール大会にて初のミックスドタッグとして福田洋と組み、世羅りさ&神谷英慶と対戦、しかし、福田が世羅にフォールされる[10]。
- 2月17日、JWP大阪・淀川区民センター大会にてWANTEDトリオで救世忍者乱丸&アップルみゆき&世羅りさ組と対戦し、直接ではないものの初勝利。
- 5月4日、JWP板橋大会にてWANTED正式加入査定マッチとしてKAZUKIとシングルを行うが、保留。薮下めぐみとジャケットマッチを行うが0-1で敗戦。
- 5月10日、ガンバレ☆プロレス市ヶ谷南海記念診療所大会に川佐ナナの対戦相手「X」として出場するも敗れる[11]。
- 6月2日、ガンバレ☆プロレス新木場1stRING大会で松本都改め「ファイティング松本」（ガンプロ限定リングネーム）と対戦するも敗れる[12]。
- 7月1日、ガンバレ☆プロレス市ヶ谷大会に姿を見せ、「私はシンデレラになりたくてここに来た」と大家健代表に参戦を直訴、その場で大家代表からガンプロ限定のリングネーム「剛力 鋼」を命名される[13]。
- 7月21日、ガンバレ☆プロレス蕨レッスル武闘館大会に出場、「シンデレラになりたいんならまずはビーナスを倒せ」という大家代表の指令で"マッスルビーナス"藤本つかさと対戦するが敗れる[14]。
- 8月18日、JWP後楽園大会でラビット美兎と組み、世羅りさ&フェアリー日本橋組と対戦し、フロッグ・スプラッシュで日本橋からフォールを奪い初の直接勝利。
- 8月24日、REINA東部フレンドホール大会、REINA世界タッグ王座決定トーナメントに負傷欠場中のRayの代役としてLeonと組んでエントリーし、真琴&松本都組に勝利して決勝進出[15]。
- 8月30日、センダイガールズ初参戦。新宿FACE大会で旧姓・広田さくらと対戦してシングル初勝利を挙げるも返上[16]。
- 9月8日、REINAラゾーナ川崎プラザソル大会、REINA世界タッグ王座決定トーナメント決勝戦でセウシス&バケリータ組と対戦するが、セウシスのスカイツリープレスに屈し、王座獲得ならず[17]。
- 11月17日、道場マッチにてKAZUKIと組んで、阿部幸江&藤ヶ崎矢子組と対戦、KAZUKIが矢子をSTFでフォール[18]。年内にムーンサルトができないとザ☆WANTED!?破門を通告される[19]。
- 11月24日、道頓堀アリーナ大会にて初めての後輩である藤ヶ崎矢子と初シングル、フロッグスプラッシュで勝利[20]。
- 12月15日、後楽園大会で勝愛実が持つJWP認定ジュニア2冠王座に挑戦、敗れはしたものの、課題のムーンサルトを決めることができた[21]。

2014年
- 6月25日、レッスル武闘館で行われた「青春・無限大パワー!!」にて同じく柔道出身の山下りなとシングルで対戦し、フロッグスプラッシュで勝利[22]。

2015年
- 7月17日、おっこんプロレス両国大会に参戦。

2021年
- 4月11日、板橋グリーンホール大会にて米山香織が持つPURE-J認定無差別級王座に挑戦し勝利、同王座初戴冠となった。
- 2022年4月15日『後楽園ホール60周年還暦祭』に6人タッグマッチで出場[23]。

## 人物
- 柔道初段であり、高校時代には県大会上位の経験を持つ。そのためガンバレ☆プロレスでチェリーと柔道ジャケットマッチを行うことが決定したが敗北。
- もともとはお笑い芸人を希望して上京してきたが養成所でプロレスラーを勧められて今に至っている。
- 当初リングネームは公募だったが良いものがなく、須山浩継が名付け親となった。由来は「勇者ライディーン」から。[24]
- お好み焼き屋のスタッフでもある。

## 得意技
フロッグスプラッシュ
ライディーンボム

## タイトル歴
PURE-J女子プロレス
- PURE-J認定無差別級王座
- デイリースポーツ認定女子タッグ王座

JWP女子プロレス
- JWP認定ジュニア&POP王座